# Grande Prémio Internacional de Rio Maior em Marcha Atlética 2011
20. Grande Prémio Internacional de Rio Maior em Marcha Atlética – mityng lekkoatletyczny w chodzie sportowym, który rozegrano 9 kwietnia 2011 w Rio Maior w Portugalii. Zawodnicy rywalizowali w chodzie na dystansie 20 kilometrów.

## Rezultaty
| Poz. | Zawodnik              | Rezultat |
| ---- | --------------------- | -------- |
| 1.   | Walerij Borczin       | 1:16:55  |
| 2.   | Stanisław Jemieljanow | 1:19:33  |
| 3.   | Eder Sánchez          | 1:19:36  |
| 4.   | Matej Tóth            | 1:20:16  |
| 5.   | Hassanine Sebei       | 1:20:49  |

| Poz. | Zawodniczka     | Rezultat |
| ---- | --------------- | -------- |
| 1.   | Olga Kaniskina  | 1:28:35  |
| 2.   | Beatriz Pascual | 1:28:51  |
| 3.   | Vera Santos     | 1:29:55  |
| 4.   | Susana Feitor   | 1:30:44  |
| 5.   | Inês Henriques  | 1:30:59  |